# 泡状珊瑚苣苔
泡状珊瑚苣苔（学名：Corallodiscus bullatus），为苦苣苔科珊瑚苣苔属下的一个植物种。其种加词“bullatus”意为“起泡的”。
现接受名为珊瑚苣苔（Corallodiscus lanuginosus (Wall. ex A.DC.) B.L.Burtt, 1947）。